# Benes Peak
Der Benes Peak ist ein 2520 m hoher und nahezu komplett schneebeckter Berg im Marie-Byrd-Land. Er ragt  6,5 km östlich des Mount Aldaz im Usas Escarpment auf.
Der United States Geological Survey kartierte ihn 1959 im Zuge der Erkundung der Executive Committee Range. Das Advisory Committee on Antarctic Names benannte den Berg nach Norman Stanley Bene (1921–2002), Meteorologe des United States Antarctic Research Program auf der Byrd-Station im Jahr 1961.